# Балтацени (Васлуј)
Балтацени (рум. Băltățeni) насеље је у Румунији у округу Васлуј у општини Бакани. Oпштина се налази на надморској висини од 118 m.

## Становништво
Према подацима из 2002. године у насељу је живело 343 становника, од којих су сви румунске националности.